# José Joaquim Cardoso de Melo Neto
José Joaquim Cardoso de Melo Neto (São Paulo, 19 de julio de 1883 - São Paulo, 20 de julio de 1965) fue un abogado, profesor universitario y político brasileño. Fue alcalde de la ciudad de São Paulo en 1930, Gobernador del estado de São Paulo en 1937 e interventor federal del mismo estado entre fines de 1937 y 1938 durante el gobierno de Getúlio Vargas.
Estuvo casado con Celina Rodrigues Alves, hija del presidente Francisco de Paula Rodrigues Alves, con quien tuvo dos hijas.